# Hidden Treasure (album)
Hidden Treasure – drugi album studyjny amerykańskiej wokalistki Tamary Gee, który miał swoją premierę w Polsce we wrześniu 2007 roku. Producentami płyty zostali KK, Simon Gogerly i Tim Young, za miks utworów odpowiedzialny był Simon Gogerly, a za mastering – Tim Young.

## Lista utworów
Autorką i producentką wszystkich utworów została sama Gee, natomiast współproducentem "What You See", "Hidden Treasure" oraz "On Your Knees" został KK.
| #   | Tytuł               |
| --- | ------------------- |
| 1.  | "This Love" (Intro) |
| 2.  | "What You See"      |
| 3.  | "Intoxication"      |
| 4.  | "Hidden Treasure"   |
| 5.  | "On Your Knees"     |
| 6.  | "Share My World"    |
| 7.  | "Living Proof"      |
| 8.  | "Empire"            |
| 9.  | "If I Was You"      |
| 10. | "Where I Wanna Be"  |
| 11. | "This Love"         |
| 12. | "What's One More"   |
| 13. | "Hold On"           |

## Single
| Rok  | Singel            | Album           | Pozycje |
| Rok  | Singel            | Album           | Polska  |
| ---- | ----------------- | --------------- | ------- |
| 2007 | "Hidden Treasure" | Hidden Treasure | #26     |
| 2007 | "What You See"    | Hidden Treasure | #56     |

| Rok  | Singel     | Album           | Pozycje |
| Rok  | Singel     | Album           | Polska  |
| ---- | ---------- | --------------- | ------- |
| 2008 | "For Life" | Hidden Treasure | #45     |

## Utwory niewydane
Wszystkie utwory są potwierdzone w Amerykańskim kongresie. Utwory zostały napisane przez Tamarę Gołębiowską, czasem zaś są podpisane jako Tamara Diane Gołębiowska. Są to utwory które wiekiem można zaliczyć do sesji nagraniowych na ten album. Wcześniejsze nagrania Isis obejmują lata 1989 - 2004.
- Adasiu (2005)
- Carry me home (2005)
- Falling up (2005)
- Fool's Gold (2005)
- I will (2005)
- Marry Up (2005)
- Seven days (2005)
- Sleep away the day (2005)
- Through his baby's eyes (2005)
- After midnight (2006)
- Behind the wheel (2006)
- Catch and release (2006)
- Come here and share my world (2006)
- Falling apart (2006)
- In my shoes (2006)
- Make me a witness (2006)
- No return policy (2006)
- Sometimes (2006)
- Sugar and spice (2006)